# Cantone di Sabarthès
Il Cantone di Sabarthès è una divisione amministrativa dell'arrondissement di Foix.
È stato costituito a seguito della riforma approvata con decreto del 18 febbraio 2014, che ha avuto attuazione dopo le elezioni dipartimentali del 2015.

## Composizione
Comprende i 32 comuni di:
- Alliat
- Arignac
- Arnave
- Auzat
- Bédeilhac-et-Aynat
- Bompas
- Capoulet-et-Junac
- Cazenave-Serres-et-Allens
- Celles
- Génat
- Gestiès
- Goulier
- Gourbit
- Illier-et-Laramade
- Lapège
- Lercoul
- Mercus-Garrabet
- Miglos
- Montoulieu
- Niaux
- Orus
- Prayols
- Quié
- Rabat-les-Trois-Seigneurs
- Saint-Paul-de-Jarrat
- Saurat
- Sem
- Siguer
- Suc-et-Sentenac
- Surba
- Tarascon-sur-Ariège
- Vicdessos